# По той бік
«По той бік» (робоча назва «Порятунок») — український містичний фільм-трилер, знятий Олександром Литвиненком. Стрічка розповідає про молоду вчительку, яка переживши клінічну смерть, здобула дар бачити у своїх видіннях місця злочинів.
Прем'єра фільму відбулась 28 жовтня 2015 року в міжнародному повнометражному конкурсі Київського міжнародного кінофестивалю «Молодість». В український широкий прокат він вийде 3 грудня 2015 року.

## Сюжет
Смерть, яка не трапилася — це тільки початок. Ірина дивом залишилася жива після нещасного випадку. Але зіткнення зі смертю змінило її назавжди. Це історія, яка небезпечно балансує на межі життя і смерті, дійсності та сну, рятівної брехні та вбивчою правди. Історія, яка змінить назавжди долі мешканців невеличкого містечка. 
У центрі сюжету стрічки, дівчина Ірина, яка дивом вціліла після нещасного випадку. Але зіткнення зі смертю змінило її назавжди...

## У ролях
- Поліна Джакаєва — Ірина[1]
- Ірина Шут[1]
- Роман Мацюта[1]
- Іван Шевчук[1]
- Василь Русанов[1]
- Артем Литвиненко[1]
- Віталій Кузьменко[1]

## Виробництво

### Розроблення
«По той бік» — дебютний фільм студії S13 Lytvynenko Films, який знято власним коштом без залучення інвесторів. За словами режисера Олександра Литвиненка, головна ідея стрічки полягає в тому, що «кожне маленьке зло з часом породжує велике». За допомогою складних декорацій автори відтворили українські локації 1970-80-х років.

### Знімання
Підготовка до зйомок тривала майже чотири місяці. Зйомки проходили в Чернігівській і Київській областях і були завершені у вересні 2013 року.

## Випуск
Випуск «По той бік» у широкий прокат планувався 12 листопада 2015 року, але був змінений на 3 грудня 2015 року. У травні 2015 року стрічку було представлено в українському національному павільйоні на Каннському кінофестивалі. В липні 2015 року відбулась презентація фільму на Одеському міжнародному кінофестивалі в розділі Work in progress. Стрічка була відібрана в міжнародний повнометражний конкурс 45-го Київського міжнародного кінофестивалю «Молодість», ставши єдиною картиною, котра представляє Україну. Також автори стрічки ведуть переговори щодо телевізійної прем'єри.

## Визнання
| Нагороди та номінації фільму «По той бік» | Нагороди та номінації фільму «По той бік»       | Нагороди та номінації фільму «По той бік» | Нагороди та номінації фільму «По той бік» | Нагороди та номінації фільму «По той бік» | Нагороди та номінації фільму «По той бік» |
| Рік                                       | Кінопремія / Кінофестиваль                      | Категорія / Нагорода                      | Номінант                                  | Результат                                 |                                           |
| ----------------------------------------- | ----------------------------------------------- | ----------------------------------------- | ----------------------------------------- | ----------------------------------------- | ----------------------------------------- |
| 2015                                      | Київський міжнародний кінофестиваль «Молодість» | «Скіфський олень» за найкращий фільм      | «По той бік»                              | Номінація                                 |                                           |